# شهرستان کرولوتس
شهرستان کرولوتس (به لاتین: Krolevets Raion) یک شهرستان در اوکراین است که در استان سومی واقع شده‌است. شهرستان کرولوتس ۱٬۲۸۴ کیلومتر مربع مساحت و ۳۸٬۳۵۸ نفر جمعیت دارد.